# La alondra (telenovela)
La alondra es la primera telenovela histórica colombiana realizada por Producciones PUNCH para el Canal Nacional en 1964. Esta telenovela reconstruyó la vida del histórico personaje de Policarpa Salavarrieta. Fue escrita por Gonzalo Vera Quintana, dirigida por Luís Eduardo Gutiérrez y protagonizada por Raquel Ércole.

## Sinopsis
La Pola, es recordada como una heroína que luchó por la independencia de Colombia hasta el día de su muerte, cuando fue fusilada. Ella y los criollos fueron traicionados por Facundo Tovar, un supuesto aliado que era nada menos que un infiltrado al servicio de los españoles. El delató a la cuadrilla de Los Almeida, a la que pertenecía la heroína y su novio Aléjo Sabaraín.

## Reparto
- Raquel Ércole
- Aldemar García
- Pepe Sánchez
- Elisa de Montojo
- Luís Linares